# 布里奇維爾 (紐約州)
布里奇維爾（英語：Bridgeville）是位於美國紐約州沙利文縣的普查規定居民點。

## 人口
根據2020年美國人口普查的數據，布里奇維爾的面積為4.34平方千米，皆為陸地。當地共有人口149人，而人口密度為每平方千米34.33人。